# Pelorurus formosus
Pelorurus formosus är en skalbaggsart som beskrevs av Schmidt 1890. Pelorurus formosus ingår i släktet Pelorurus och familjen stumpbaggar. Inga underarter finns listade i Catalogue of Life.